# Audubon County
Audubon County är ett administrativt område i delstaten Iowa, USA. År 2010 hade countyt 6 119 invånare. Den administrativa huvudorten (county seat) är Audubon. Countyt är uppkallat efter John James Audubon. 

## Geografi
Enligt United States Census Bureau så har countyt en total area på 1 149 km². 1 148 km² av den arean är land och 1 km² är vatten. 

### Angränsande countyn
- Carroll County - nord
- Guthrie County - öst
- Cass County - syd
- Shelby County - väst